# Воля-Вадовська
Воля-Вадовська (пол. Wola Wadowska) — село в Польщі, у гміні Вадовиці-Ґурні Мелецького повіту Підкарпатського воєводства.
Населення — 760 осіб (2011).

## Демографія
Демографічна структура станом на 31 березня 2011 року:
|          | Загалом | Допрацездатний вік | Працездатний вік | Постпрацездатний вік |
| -------- | ------- | ------------------ | ---------------- | -------------------- |
| Чоловіки | 373     | 80                 | 254              | 39                   |
| Жінки    | 387     | 93                 | 207              | 87                   |
| Разом    | 760     | 173                | 461              | 126                  |